# Carran
Carran of Carron (Iers: An Carn) is een dorp in County Clare, Ierland. Het dorp dankt zijn naam aan een cairn (steenmannetje) aanwezig bij Carran Church.

## Parochie
Carran is deel van de katholieke parochie Carron/New Quay in het Bisdom Galway, Kilmacduagh en Kilfenora.
In Carran staat de in 1861 gebouwde St. Columba Church. Deze kerk was de opvolger van een oudere kapel.
In de directe omgeving van Carran bevinden zich twee oude kerken. De meest zichtbare daarvan is de vijftiende-eeuwse Carran Church gelegen aan de R480 tussen Leamaneh castle en Ballyvaughan. Ouder en minder zichtbaar is Temple Cronan, een 12e-eeuws oratorium in een monastieke setting, net ten noorden van Carran. Volgens de traditie is dit oratorium gesticht door St. Cronan, maar onduidelijk is welke precies.

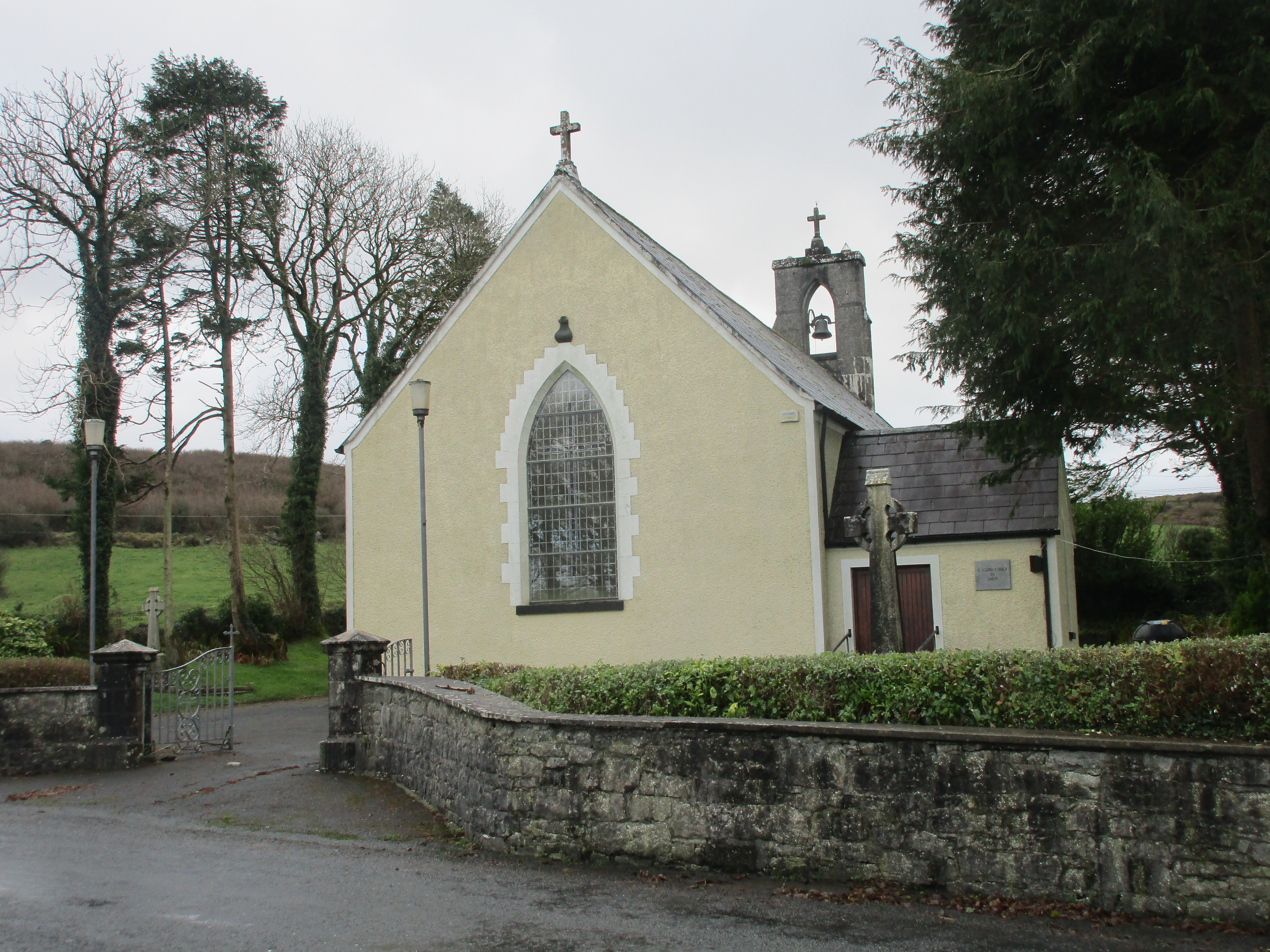
St. Columba's Church
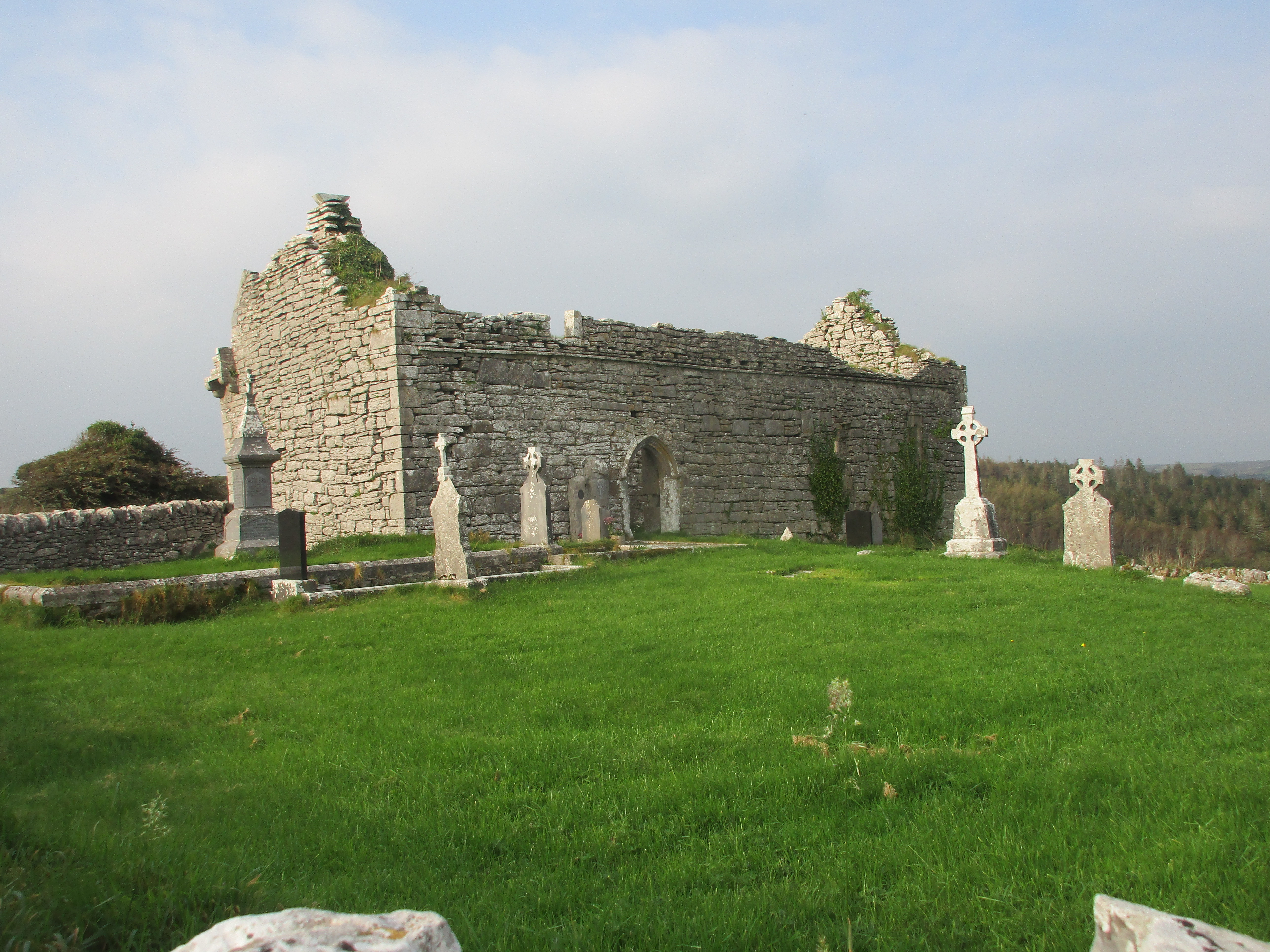
Carran Church
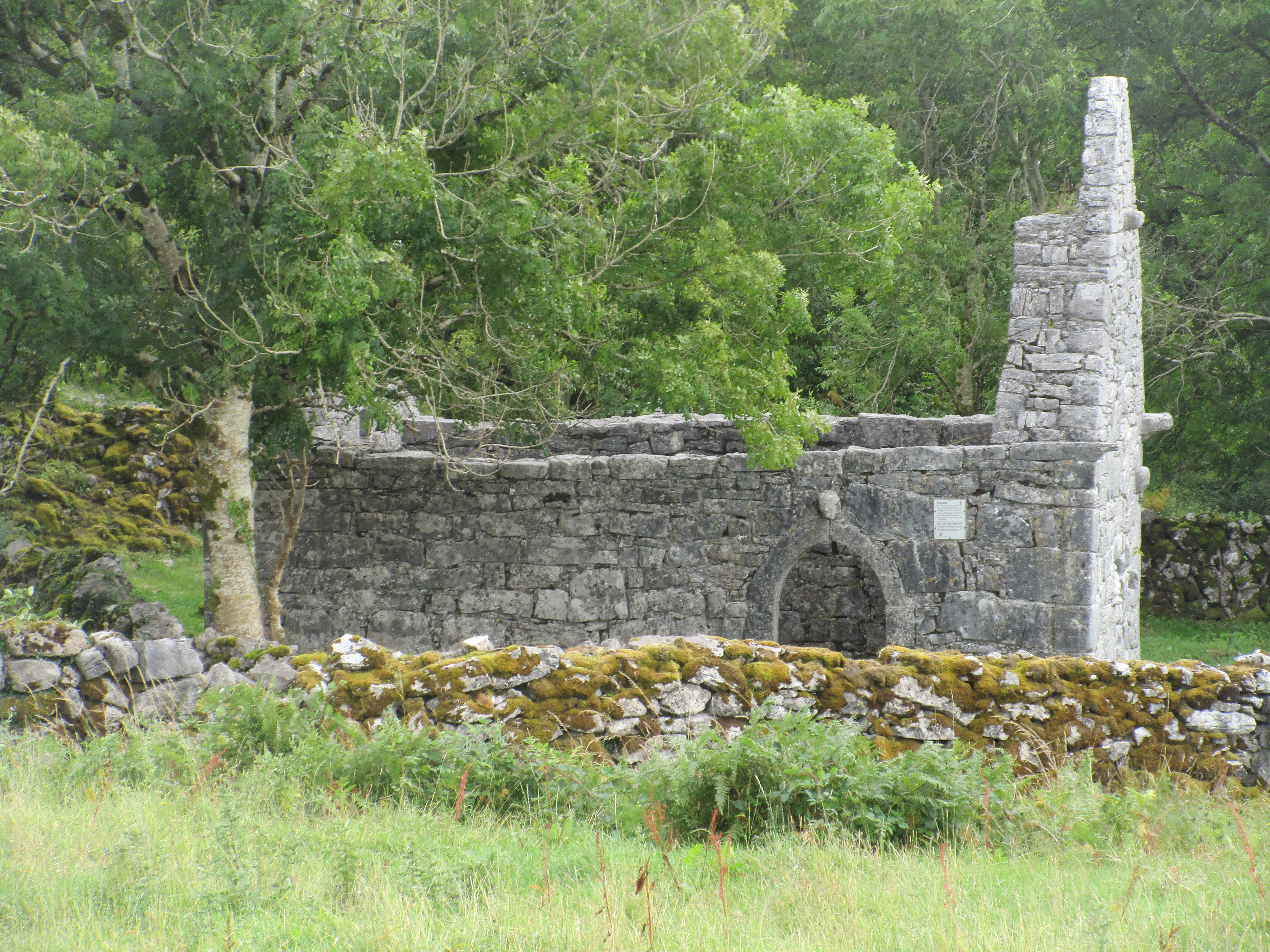
Temple Cronan
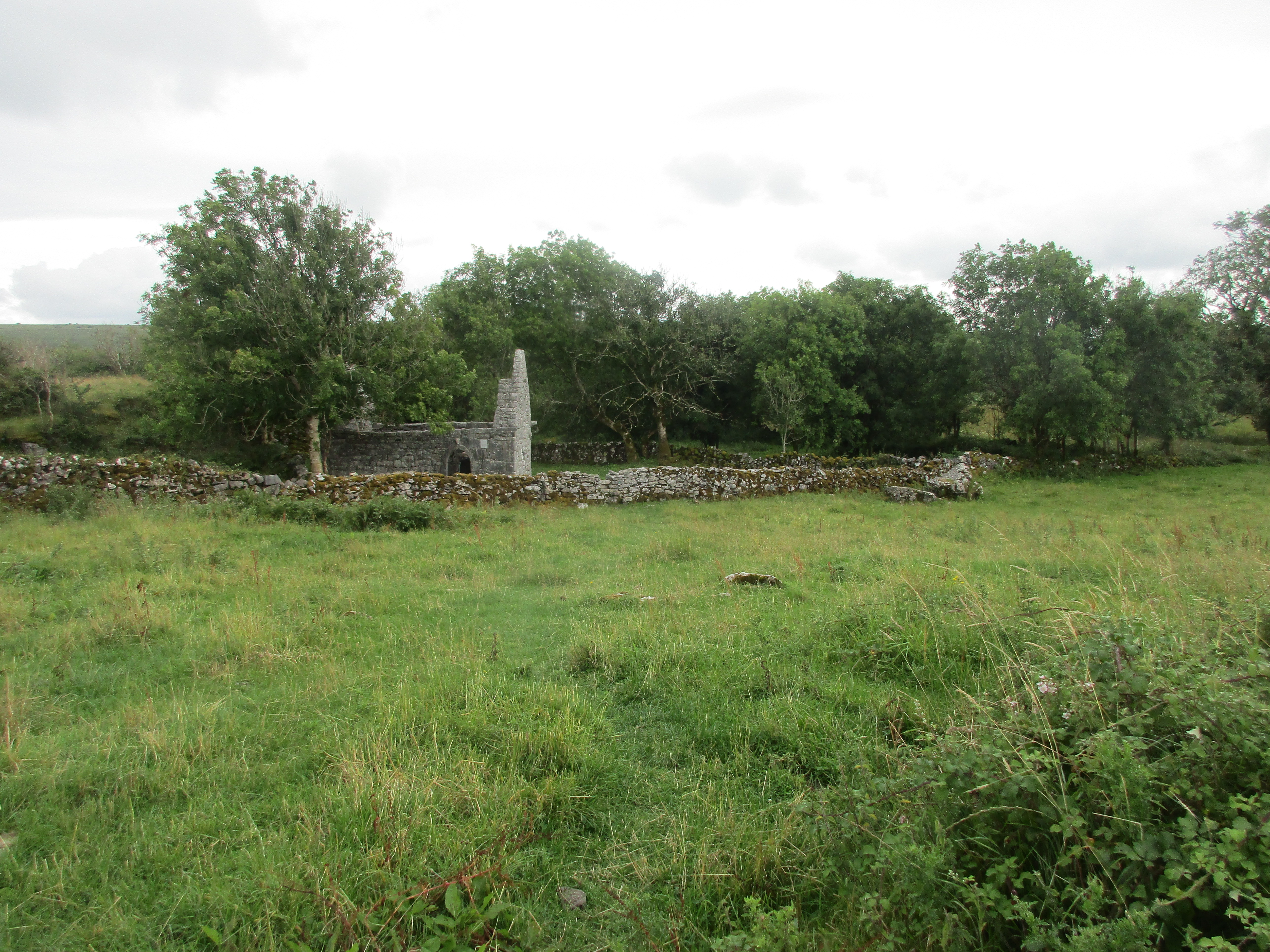
Temple Cronan in zijn monastieke gebied

## Voorzieningen
Het dorp kent weinig voorzieningen. De kerk en de Scoil Cronain Naofa (lagere school) zijn de belangrijkste. De oude lagere school is nu in gebruik als kantoor voor BurrenLife, een onderdeel van de Burren Program.
Verder kent het dorp een restaurant (dat met zijn rug naar een turlough staat, B&B's en wandelroutes.
Net ten zuiden van het dorp is het Michael Cusack Centre, in het geboortehuis van Michael Cusack, inspirator en oprichter van de Gaelic Athletic Association.

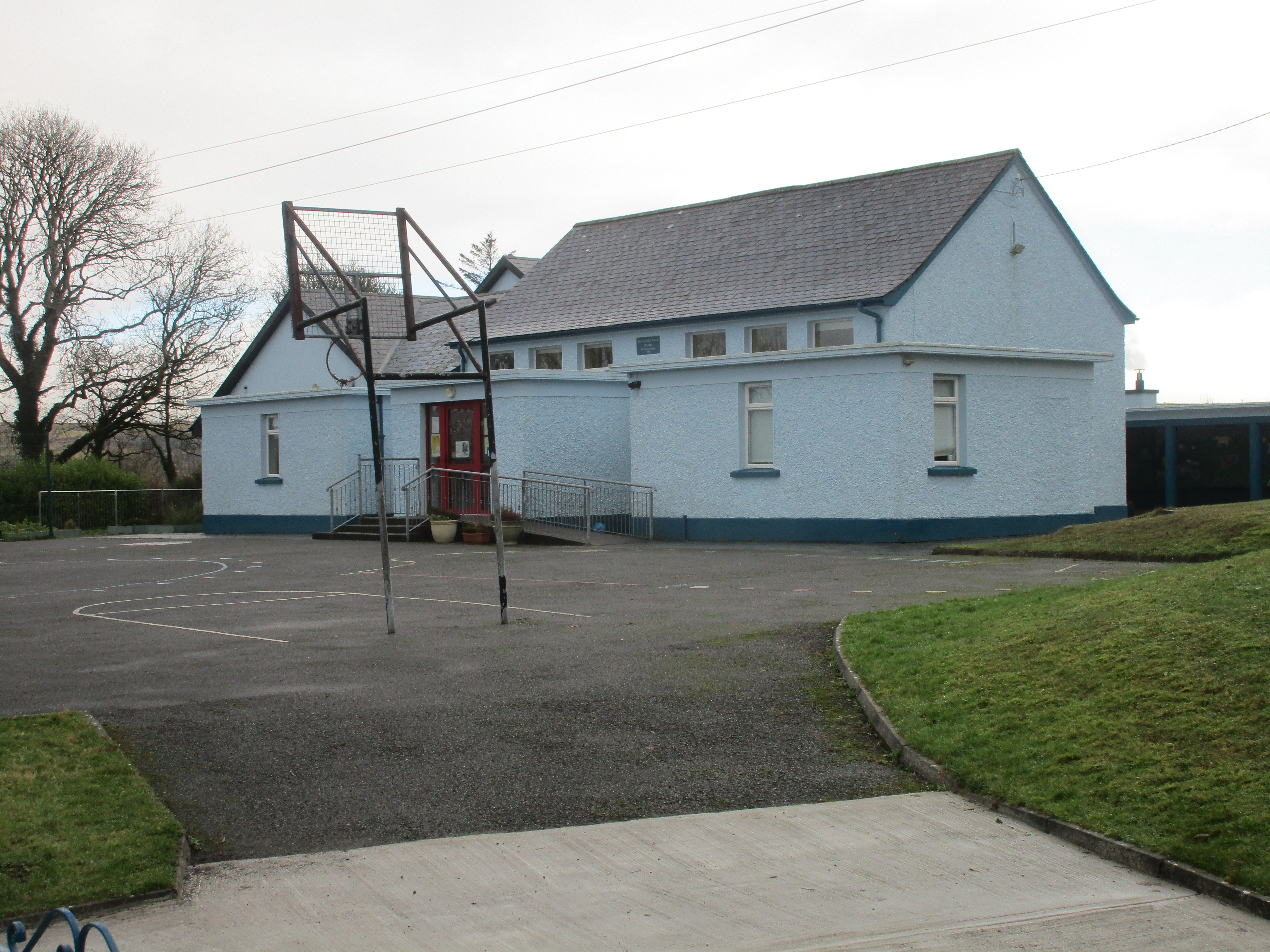
De lagere school
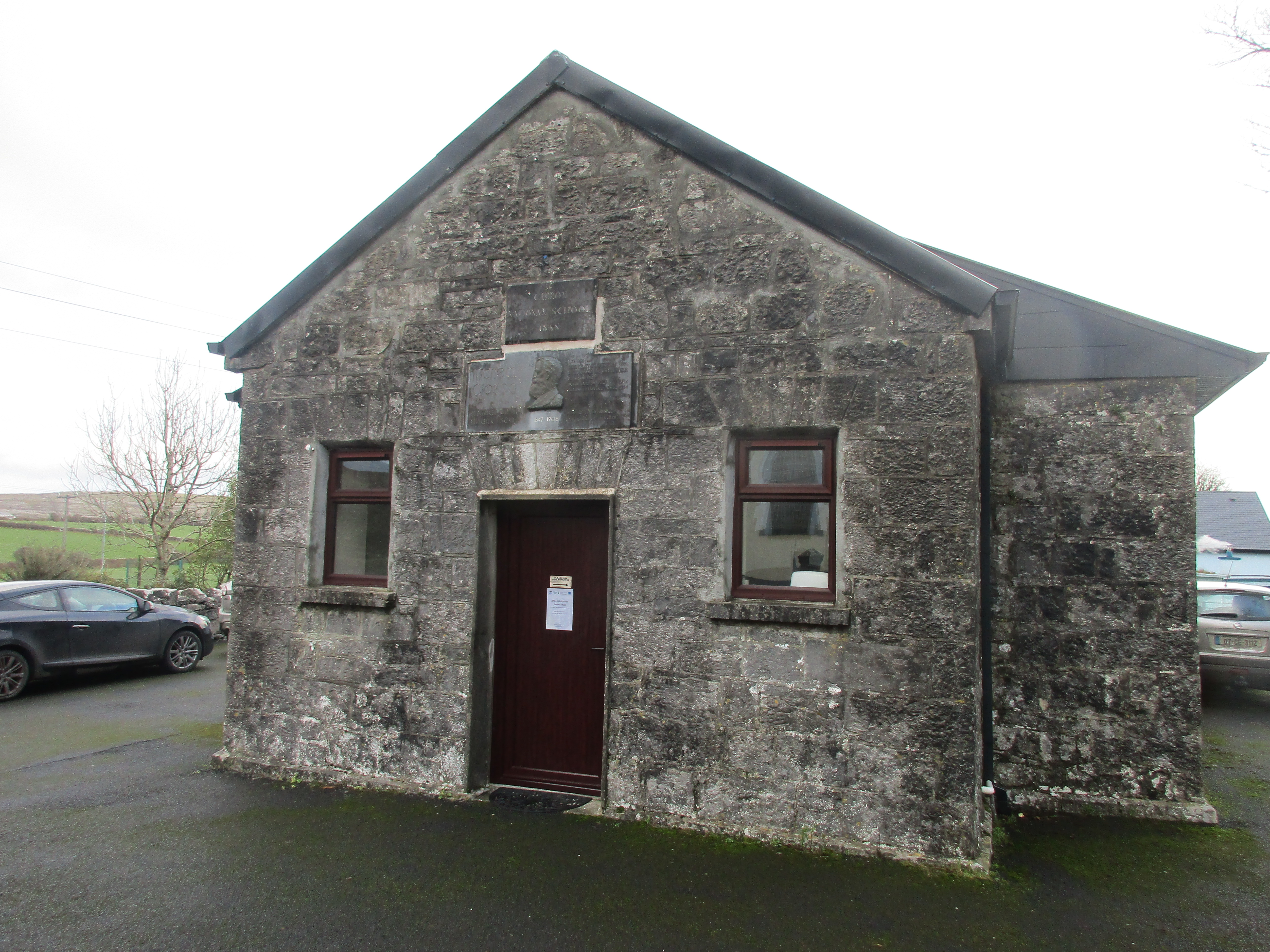
De oude lagere school, nu een kantoor
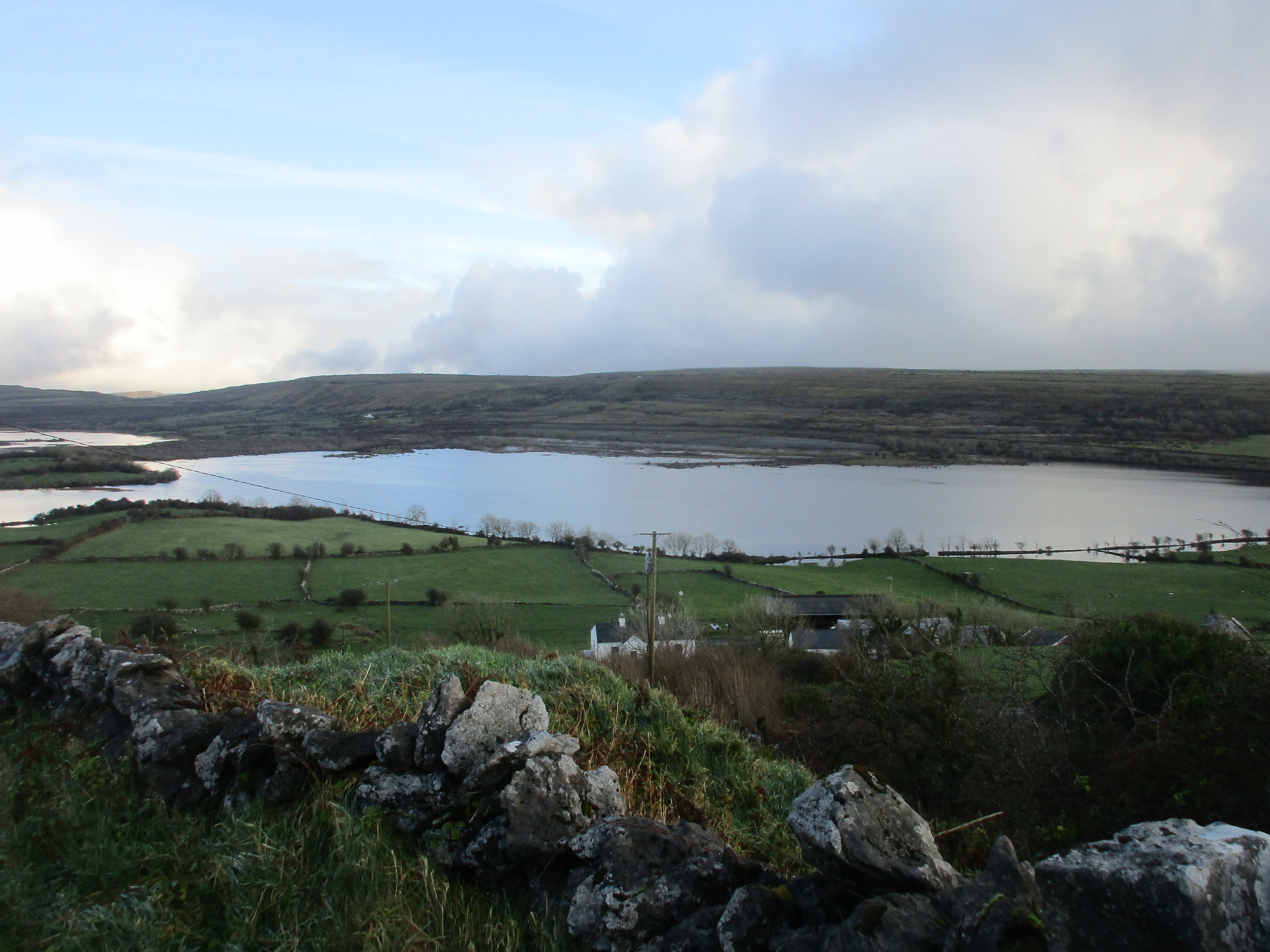
De turlough (verdwijnend meer) bij Carran
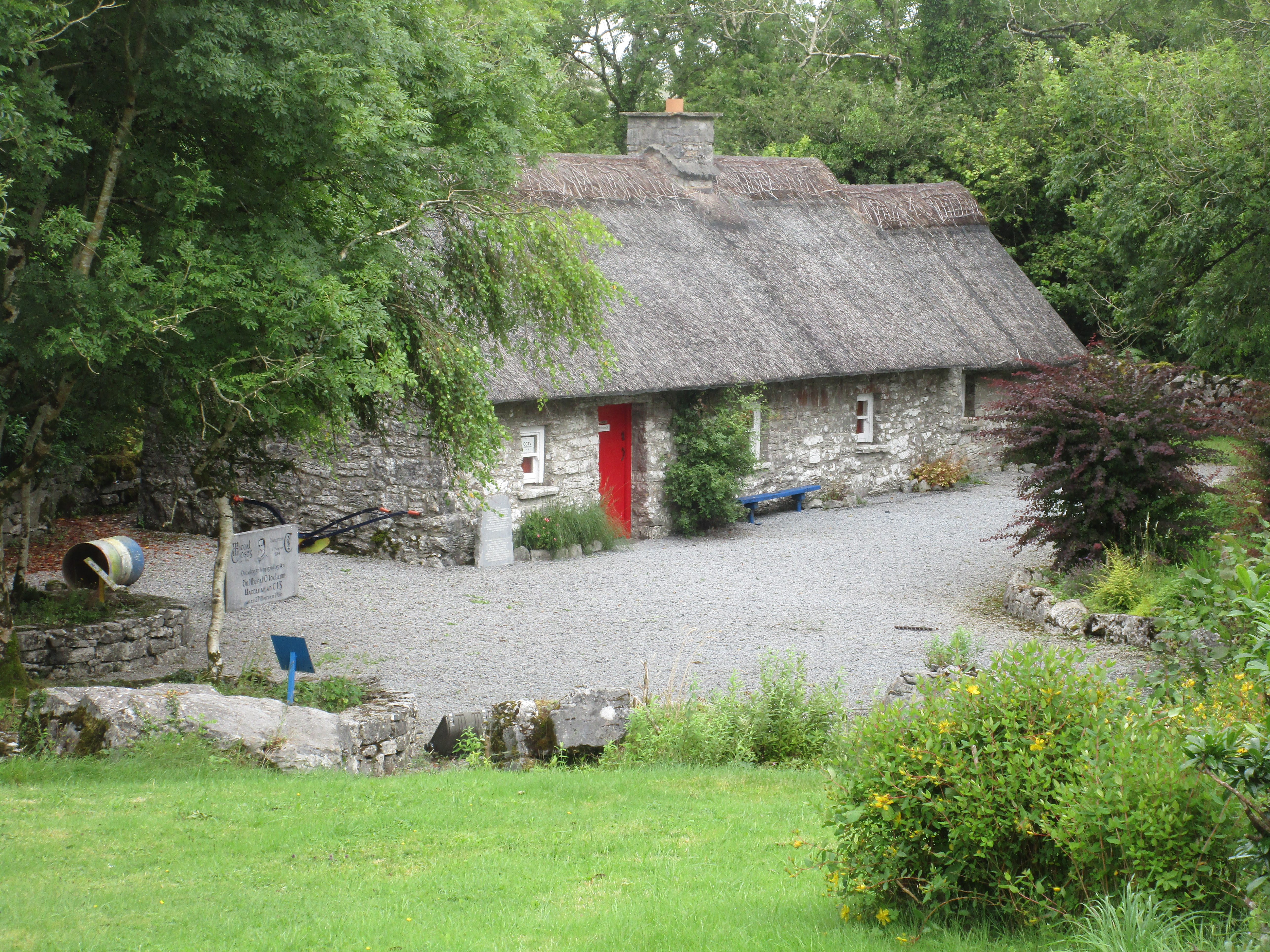
Het Michael Cusack Centre